# Titularbistum Santa Giusta

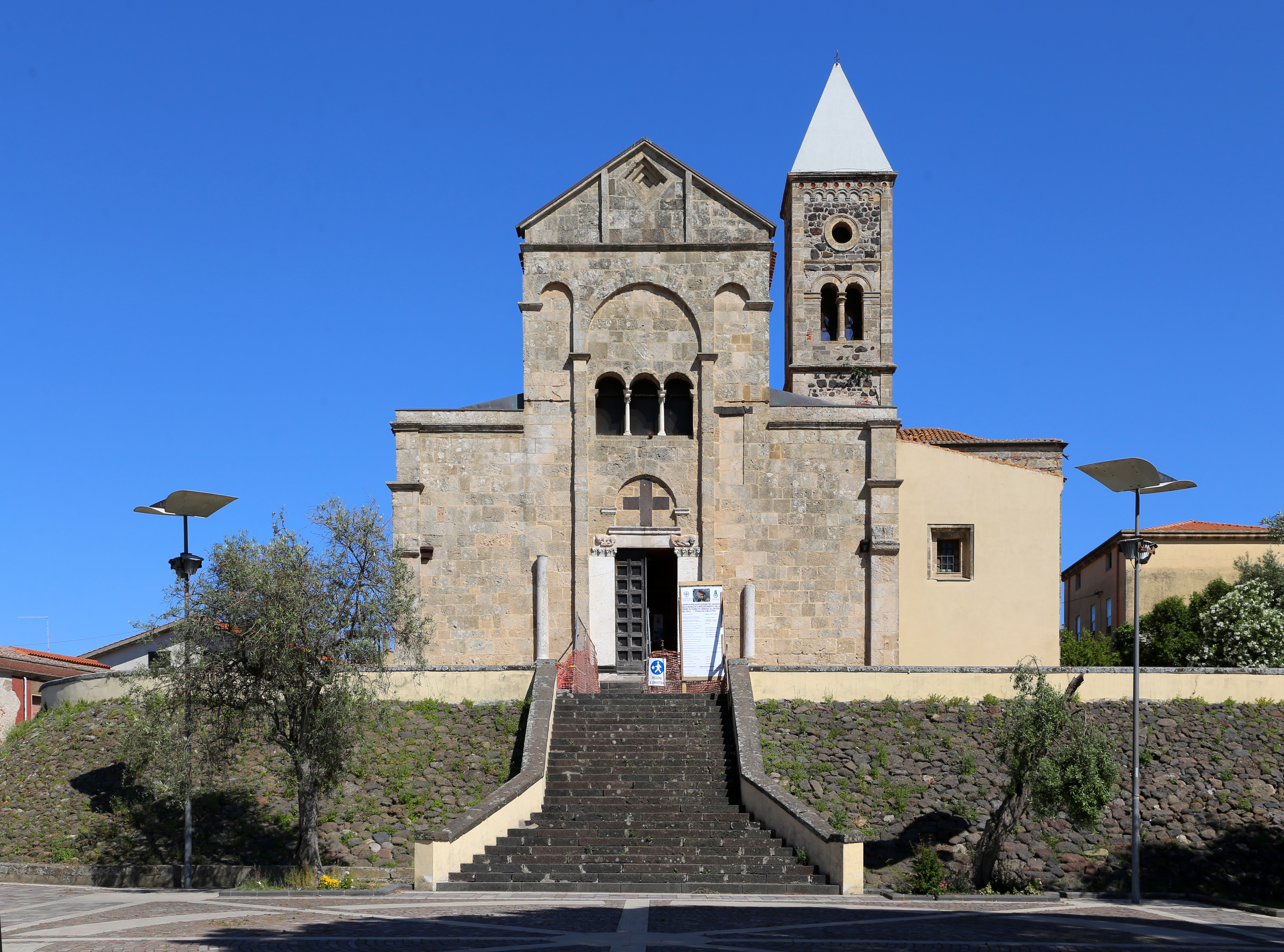
Santa Giusta Kathedrale

Santa Giusta ist ein Titularbistum der römisch-katholischen Kirche.
Es geht zurück auf einen früheren Bischofssitz in der gleichnamigen Stadt auf Sardinien. Der Bischofssitz gehörte der Kirchenprovinz Oristano an. 
| Titularbischöfe von Santa Giusta |                                               |                                  |                   |                  |
| Nr.                              | Name                                          | Amt                              | von               | bis              |
| 1                                | Juan Antonio del Val Gallo                    | Weihbischof in Sevilla (Spanien) | 4. April 1969     | 3. Dezember 1971 |
| 2                                | Hermenegildo Ramírez Sánchez MJ               | Prälat von Huautla (Mexiko)      | 4. Januar 1975    | 15. Februar 1978 |
| 3                                | Giovanni Cheli Titularerzbischof pro hac vice | Kurienerzbischof                 | 8. September 1978 | 21. Februar 1998 |
| 4                                | Luigi Gatti Titularerzbischof pro hac vice    | Apostolischer Nuntius            | 13. Juni 1998     |                  |